# Miso
Il miso (jiang in cinese, jang in coreano, tauco o taotjo in indonesiano) è uno degli insaporitori più importanti in molte cucine asiatiche, ottenuto dalla fermentazione di un legume e un cereale. Per tradizione il legume più usato era la soia e i cereali più comuni erano il riso e l’orzo. Il raro miso di sola soia è detto in giapponese hatcho miso ed è prodotto nella prefettura di Aichi.

Diffuso in tutto l'Estremo Oriente, il miso svolge un ruolo nutrizionale importante, essendo ricco di proteine, enzimi, vitamine e minerali.

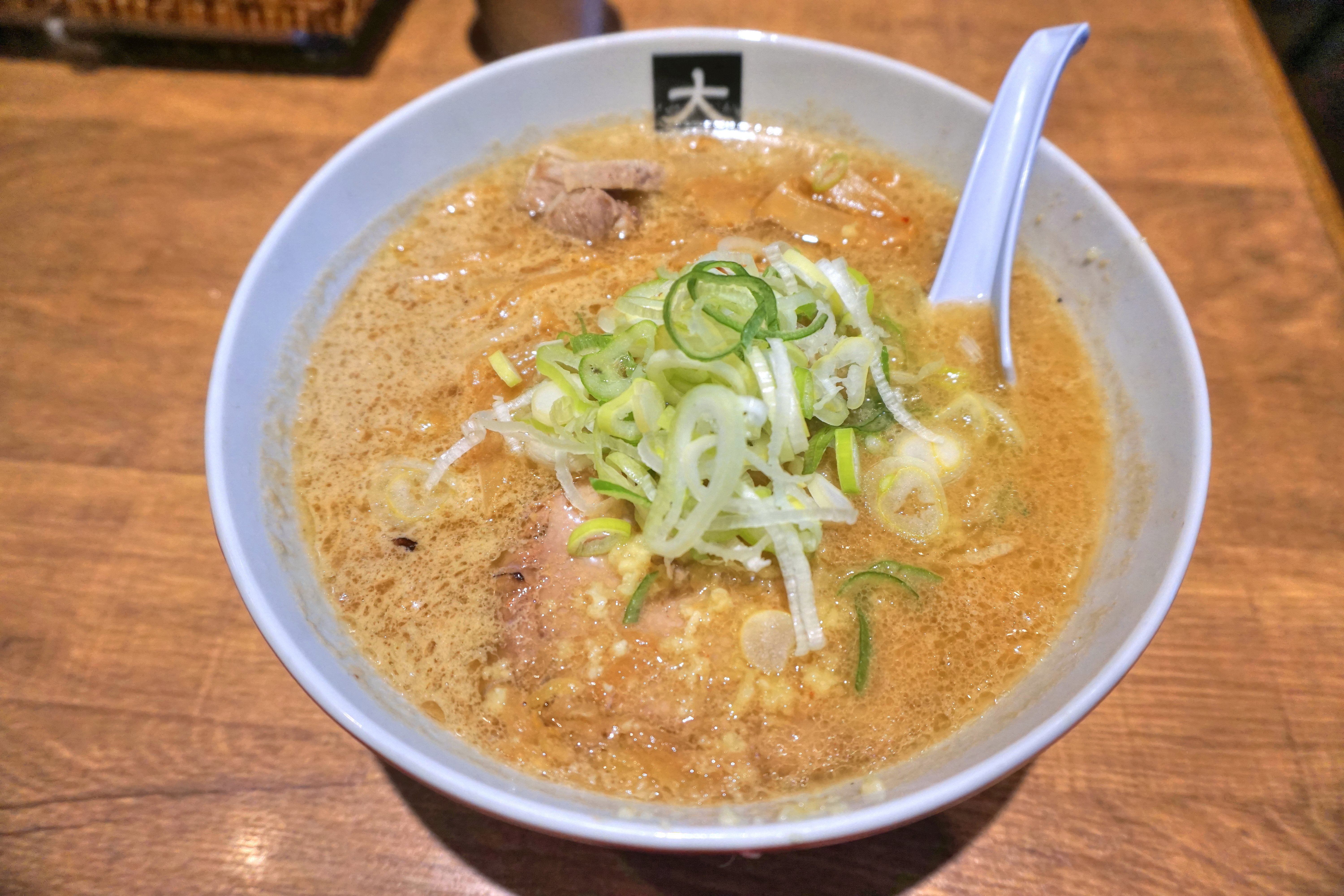
Miso ramen

## Preparazione
Per la produzione del miso si usa il koji, un cereale (più raramente un legume) che ha subito una fermentazione in fase solida ad opera dell'Aspergillus oryzae (koji-kin in giapponese). In alcuni casi al posto di A. oryzae si usa A. sojae. Il cereale o legume così fermentato risulta ricco di enzimi e aromi.
La soia (o un altro legume) viene messa in ammollo e poi cotta al vapore, macinata e unita al koji, sale e acqua per ottenere un impasto abbastanza asciutto. L’impasto viene messo a fermentare in contenitori, solitamente cilindrici, coperto con molto peso, in grado di mantenerlo compresso, e lasciato a maturare. Durante il periodo di fermentazione e maturazione gli enzimi del koji scompongono gli amidi in zuccheri semplici, fornendo nutrimento ai microbi presenti e idrolizzano le proteine in amminoacidi. Questa fase di fermentazione e maturazione può durare da poche settimane a vari anni, a seconda del tipo di miso.
Nel caso di un miso privo di cereale (come il hatcho miso), il koji si produce direttamente con il legume, in modo analogo.
Alcuni miso di produzione industriale subiscono una maturazione accelerata ottenuta agendo sulle temperature, il che compromette la qualità e complessità di aroma.
Tradizionalmente il miso non veniva pastorizzato e manteneva vivi i microbi benefici in esso contenuti, ma attualmente si è diffusa la pratica di pastorizzarlo per garantire una maggiore stabilità del prodotto, soprattutto a vantaggio della grande distribuzione, con perdita di buona parte dei suoi benefici, sia organolettici, che salutistici.

## Gusto
Il miso è rinomato per essere ricco di umami, il cosiddetto quinto gusto, detto anche “sapido” in italiano. Risulta allo stesso tempo dolce e salato: dolce per via dell’azione dell’enzima amilasi e salato per il sale aggiunto. Il grado di salatura cambia molto a seconda del produttore e del tipo di miso.
La grande varietà di profumi dei numerosi tipi di miso si deve al metodo di produzione, agli ingredienti e alla stagionatura. In Occidente a partire dal XX secolo si è iniziato a produrre miso differenti da quelli tradizionali, avvalendosi di legumi e cereali locali anche diversi da soia, riso e orzo, sperimentando con successo anche ingredienti inconsueti. Oggi pertanto non è semplice classificare il sapore del miso, in quanto può assumere caratteristiche molto variegate.
In generale i miso più giovani sono più chiari e dolci, mantengono maggiormente un aroma che ricorda gli ingredienti usati, mentre con il procedere della maturazione si perde il sentore degli componenti primari e si sviluppano altri aromi; il sapore diventa più intenso e il colore più scuro. Naturalmente anche gli ingredienti, oltre che tempi e modi di cottura, influenzano il colore e il sapore.

## Tipi
Il sapore, la consistenza e l'aspetto del miso variano molto in base alla regione di produzione, ingredienti, stagionatura, contenuto salino, microbi coinvolti, contenitori in cui avviene la fermentazione e cultura di riferimento.
I tipi di miso vanno da forme tradizionali, come kome miso (米味噌) o “miso al riso”, mugi miso (麦味噌) o “miso all’orzo”, mame miso (豆味噌) o “miso di soia", shiromiso (白味噌) o “miso bianco” molto giovane, a versioni occidentali realizzate in modo simile o del tutto differente, come miso di ceci e orzo, miso di nocciole, miso di caffè verde, miso di ceci e miglio, miso di lenticchie, miso di barbabietola, miso di zucca dolce, ecc., preparati con diverse tecniche e diversi gradi di maturazione, di modo che oggi vi sono molte più varietà rispetto a prima.

## Modi d'uso
Storicamente con il miso si condivano e insaporivano zuppe, salse, marinate, paté e biscotti. Compare in molte ricette della tradizione giapponese e asiatica in genere, tra cui la più comune è la zuppa di miso, consumata giornalmente da milioni di giapponesi.
Oggi il miso si adopera molto anche in Occidente come insaporitore sia da chef creativi che nella cucina di tutti i giorni. Viene usato per marinare, per condire insalate, creare salse, su crostini, ecc.

## Valori nutrizionali
I valori nutrizionali variano molto a seconda del tipo di miso. Alimento di origine vegetale e fungina, contiene tutte le proteine nobili in buona quantità. È ricco di enzimi come amilasi, proteasi, lipasi, ecc., nonché di microbi probiotici che aiutano a mantenere in salute il microbiota intestinale. Inoltre, ogni 100 grammi apportano circa 2 milligrammi di vitamine del gruppo B, protettrici del tessuto epidermico e nervoso.
Il miso può contenere dal 6 al 18 % di sale e va dunque usato per insaporire, ma, grazie al suo alto contenuto di umami, permette di adoperare un quantitativo ridotto di sodio rispetto al sale da cucina.